# Stylops ovinae
Stylops ovinae  (лат.) — вид веерокрылых насекомых рода Stylops из семейства Stylopidae. Европа.
Паразиты пчёл вида Andrena ovina Kirby (Andrena, Andrenidae).
Вид был впервые описан в 1928 году польскими энтомологами Дж. Носкиевичем и Дж. Полужинским (Noskiewicz J. & Poluszynski G.) и именован по видовому названию пчелы-хозяина.
В одной из новых работ по роду Stylops  в ходе анализа ДНК авторами (Straka et al., 2015) рассматривается в качестве синонима вида Stylops ater Reichert, 1914 (что на 2018 год не подтверждено соответствующими профильными базами данных, например, Eol.org и Strepsiptera database).